# Christian Pessey
Pour les articles homonymes, voir Pessey.
Christian Pessey est un journaliste de radio, fondateur de sites internet pratiques, auteur de nombreux ouvrages, spécialiste de la construction et de la rénovation des logements. 

## Biographie
Christian Pessey est journaliste et homme de radio, expert de la construction, de la rénovation et de l'aménagement de la maison, auteur de nombreux ouvrages sur le sujet.
Recruté à 22 ans par les Éditions Alpha (Éditions Grange-Batelière, qui devaient devenir Atlas), il se voit confier la responsabilité du lancement de la première série fasciculaire sur la maison : La Boîte à Outils, fondée sur une approche méthodique et professionnalisée du bricolage. Il a produit de nombreuses séries sur la vie pratique.
De formation historien-démographe, il est l'auteur de Votre Généalogie publié en 1988 chez RMC Édition et de À la recherche de vos ancêtres publié en 1999 chez Flammarion.
Après 19 ans à l'antenne sur RMC (émission VOTRE MAISON, le samedi matin), il intervient sur le site www.reno-info-maison.com qu'il a créé et, depuis 2021, dans l'émission LA MAISON DE CHRISTIAN, diffusée en podcast, en web-TV et sur les réseaux sociaux. Il y répond aux particuliers sur les questions touchant à la maison, et il y reçoit des invités industriels, professionnels de la maison. L'émission est mise en ligne à 8:00, chaque samedi matin. Il anime désormais une chronique sur Sanef 107.7, la radio de l'autoroute dans la rubrique Nature et Bricolage.
Il a aussi publié deux ouvrages sur le monde viti-vinicole Bourguignon : Vins de Bourgogne (Histoire et Dégustation) et ABCdaire des vins de Bourgogne.

## Publication
- Vins de Bourgogne (Histoire et dégustations), édition : Flammarion, Paris, 2002, Histoire (91 pages) et Dégustations (93 pages)  (ISBN 2080110179)